# Sint-Annatunnel
Der Sint-Annatunnel (deutsch Sankt-Anna-Tunnel) ist ein denkmalgeschützter Fahrrad- und Fußgängertunnel, der im Zentrum der belgischen Stadt Antwerpen die Schelde unterquert.

## Geschichte
Nach dem Ersten Weltkrieg entstand auf der linken Uferseite der Schelde gegenüber dem historischen Stadtkern eine Schlafstadt mit Hochhäusern, aber auch Reihenhaussiedlungen. Um die Schifffahrtswege nicht durch Brücken über die Schelde zu beeinträchtigen, wurde dieser neue Stadtteil in den 1930er Jahren mit dem Waaslandtunnel, einem Straßentunnel, und dem Sint-Annatunnel erschlossen. Der Bau des Sint-Annatunnels begann 1931, die Einweihung fand wie beim Waaslandtunnel am 10. September 1933 statt. Im Zweiten Weltkrieg beschädigten deutsche Truppen beim Rückzug den Sint-Annatunnel schwer. Erst 1949 konnte der Tunnel wieder eingeweiht werden. Im Eingangshaus in Linkeroever befindet sich eine Fotoausstellung mit Bildern aus der Bauphase in den 1930er Jahren und vom Wiederaufbau nach dem Zweiten Weltkrieg.
1992 und 1993 wurde der Tunnel restauriert. Der Tunnel kann seit den 1990er-Jahren auch per Fahrrad genutzt werden, dazu dient ein großer Lastenaufzug.
Der Tunnel einschließlich der beiden Zugangsgebäude und der gesamten technischen Originalausrüstung wurde 1997 unter Denkmalschutz gestellt.

## Lage und Architektur
Der Einstieg in Linkeroever befindet sich neben einem Pendlerparkplatz, an dessen anderer Seite seit 1990 die Haltestelle Van Eeden der Premetro liegt. Der Einstieg auf der Seite der Altstadt ist am Sint-Jansvliet am Ende der südlichen Wandelterrasse beim Übergang von Ernest Van Dijck Kaai und Plantinkaai. Die Einstiegsbauten sind aus gelben Ziegelsteinen errichtet. Während sich das Einstiegshaus in Linkeroever alleinstehend in einer Grünanlage von seiner Umgebung durchaus abhebt, fällt das Einstiegshaus in der Altstadt inmitten sehr viel höherer Gebäude am Sint-Jansvliet kaum auf.
Zum Tunnelboden führen jeweils zwei hölzerne Rolltreppen aus den 1930er-Jahren, die die Nutzer 31 Meter unter die Oberfläche bringen. Unten beginnt die im inneren Durchmesser 4,30 Meter breite Röhre mit einer Länge von 572 Metern. Der Tunnel ist damit erheblich länger als die Schelde breit ist, da er erst jenseits der Sicherheitsmauern endet, die auf der Altstadtseite zur Eindämmung des Flusses bei Sturmfluten errichtet sind.

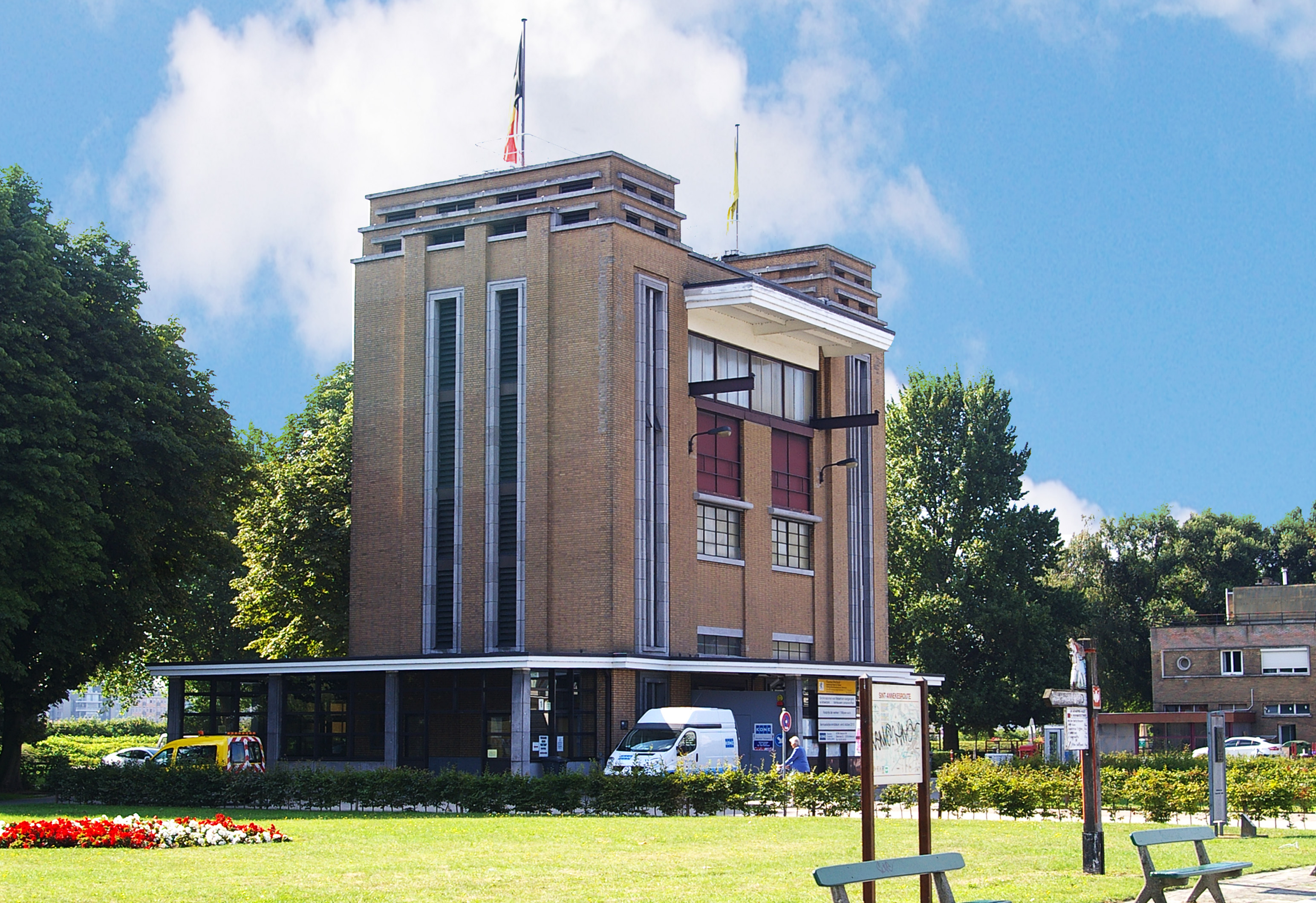
Eingangsgebäude zum Tunnel am linken Scheldeufer
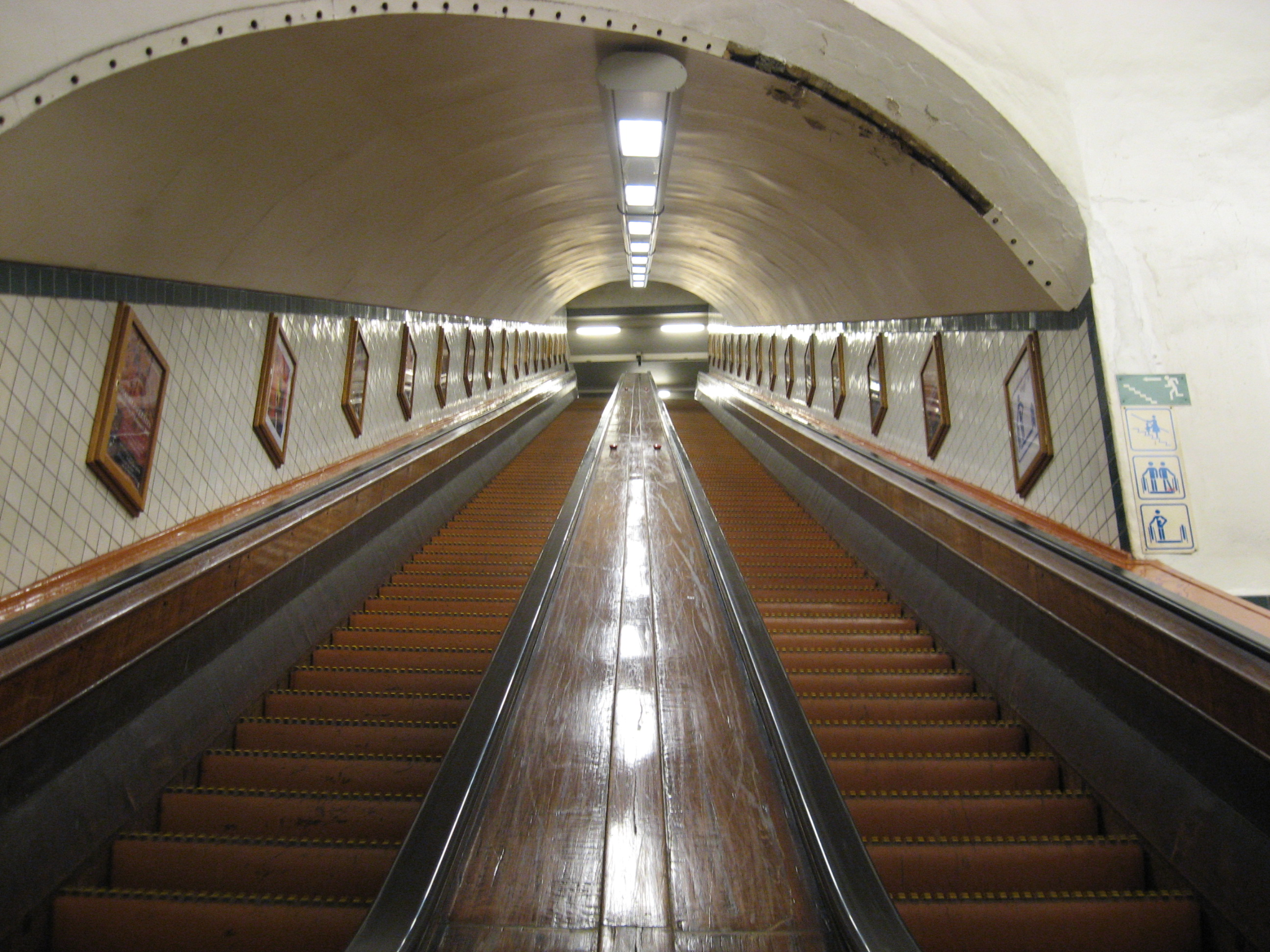
Hölzerne Rolltreppe
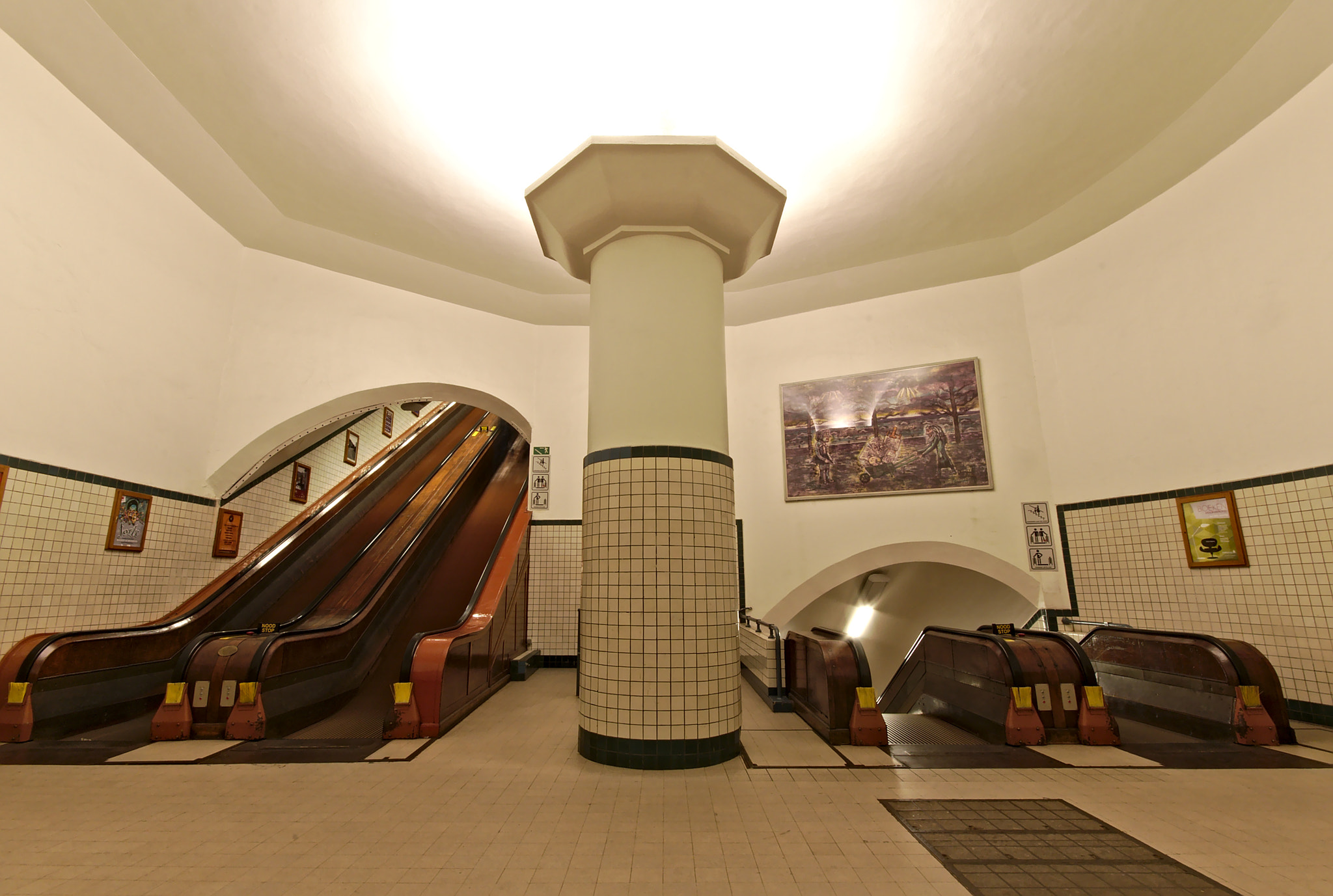
Treppenhaus